# Rubus transvaaliensis
Rubus transvaaliensis är en rosväxtart som beskrevs av Gustafsson. Rubus transvaaliensis ingår i släktet rubusar, och familjen rosväxter. Utöver nominatformen finns också underarten R. t. kyimbilensis.